# 御影郡家
御影郡家（みかげぐんげ）は、兵庫県神戸市東灘区の町名で、旧御影町域（御影地区）のうち東部にある旧郡家村域のうち、北は阪急神戸線、南はJR東海道線までの区域。山手幹線より南側を1丁目、北側を2丁目とする。令和2年国勢調査（2020年10月1日現在）における世帯数は1,533 、人口は3,218で内男性1,459人・女性1,759人。郵便番号は、658-0048。

## 地理
東は東御影線を隔てて住吉本町と、西は天神川と弓場線を隔てて御影と、阪急線を挟んで北から北西は御影山手と、同じく北東の一点で住吉山手と、JR線を挟んで南から南西は御影中町と、同じく南東の一点で住吉宮町と、それぞれ隣接している。

以前の当町域（＝旧郡家村域）は御影町郡家という大字であり、そのうちJR以南（小字下り）は御影町御影字柳として昭和37年（1962年）9月30日に分離（後に御影中町4丁目となる）、阪急以北は御影山手の一部として昭和51年（1976年）に分離し、残された石野・大蔵・垣ノ内・庄田・庄ノ元・地蔵元・千本田・上山田・下山田・堂ノ裏・堂ノ前・寺ノ前・村田・馬場添・宮ノ裏の各小字が2008年11月11日から住居表示を実施し、御影郡家1・2丁目が成立した。（なお、同日に、西に隣接していた御影町御影・石屋・西平野が御影1・2・3丁目として住居表示を実施した為、これを以って東灘区の平地部から住居表示未実施の地域が消滅した。）

### 地価
住宅地の地価は、2014年（平成26年）1月1日の公示地価によれば、御影郡家2-5-21の地点で42万円/m2となっている。

## 地名の由来
御影郡家は、明治22年（1889年）に町村制により御影町に合併した郡家村に由来する。郡家とは、大宝律令（701年）による律令制における郡を治める役場である郡衙の事であり、すなわちこの地に菟原郡（現在の芦屋市から神戸市中央区にかけての範囲で、東は武庫郡、西は八部郡、北は六甲山で有馬郡に接する地域）の郡衙があったという説が有力である。
それを裏付ける証拠として旧・城ノ前や大蔵で奈良時代を中心とした6～8世紀の須恵器が大量出土し、大きな掘立柱の建物跡が見つかり、郡衙そのものか郡衙に関係があると考えられている。

## 施設
- 弓弦羽神社
- 香雪美術館
- 御影教会
  - 付属郡華幼稚園[4]

## 進学先小中学校
- 神戸市立御影北小学校
- 神戸市立御影中学校